# Lophomyrtus obcordata
Lophomyrtus obcordata är en myrtenväxtart som först beskrevs av Etienne Fiacre Louis Raoul, och fick sitt nu gällande namn av Karl Ewald Maximilian Burret. Lophomyrtus obcordata ingår i släktet Lophomyrtus och familjen myrtenväxter. Inga underarter finns listade i Catalogue of Life.